# Zamieszki ery Heiji
Zamieszki ery Heiji (jap. 平治の乱 Heiji no ran) – miały miejsce w roku 1160 w Japonii i była kontynuacją zamieszek ery Hōgen z roku 1156. Powodem konfliktu był spór o władzę pomiędzy rywalizującymi ze sobą klanami Minamoto i Taira.
W wyniku zamieszek Hōgen najpotężniejsze rody w Japonii: Minamoto i Taira zwiększyły znacznie swoje wpływy na dworze cesarskim. 
Z biegiem czasu stosunki pomiędzy klanami wyraźnie się pogorszyły. W roku 1158 członkowie rodu Taira zawiązali sojusz z byłym  cesarzem Go-Shirakawą. W tym czasie Go-Shirakawa pędził żywot mnicha w jednym z klasztorów, powierzając rządy swojemu synowi Nijō.
Na początku 1160 r. stojący na czele rodu Tairów - Kiyomori Taira opuścił Kioto, wybierając się wraz ze swoją rodziną na pielgrzymkę. Wyjazd Tairy umożliwił głównym jego oponentom z rodów Fujiwara oraz Minamoto przygotowania do rebelii. Dnia 19 stycznia 1160 r. rozpoczęło się oblężenie pałacu Sanjō. 5 lutego zwolennicy Nobuyoriego Fujiwary i Yoshitomo Minamoto uprowadzili cesarza Go-Shirakawę, osadzając go w areszcie domowym. Po tych wydarzeniach Nobuyori ogłosił się kanclerzem. Po zajęciu miasta Minamoto rozpoczęli przygotowania do odparcia spodziewanego ataku sił powracającego Kiyomoriego. 
Po powrocie w rejon Kioto Kiyomori wezwał przeciwnika do kapitulacji. W międzyczasie pozyskał sobie przychylność uwięzionego Go-Shirakawy oraz jego syna Nijō.  Atak rozpoczął najstarszy syn Kiyomoriego – Shigemori Taira, który na czele 3000 konnych wojowników podjął szturm na pałac cesarski, gdzie bronili się Yoshitomo i Nobuyori. Widok nadciągającego przeciwnika wyraźnie przestraszył Nobuyoriego, który uciekł z pałacu. Odwagą popisał się za to Yoshihira najstarszy syn Yoshitomo, który bronił się dzielnie, wypierając wroga z rejonu pałacu cesarskiego. 
Po nieudanym ataku Taira wycofali się. Wówczas to Minamoto ufni w swoje siły opuścili pałac, ścigając uchodzącego przeciwnika. Był to błąd, gdyż pozbawiony obrony pałac szybko dostał się w ręce kolejnych oddziałów rodu Taira. W tej sytuacji oddziały Minamoto zostały odcięte od miasta. Nie mogąc wrócić do pałacu wyruszyli w rejon Rokuhary, gdzie zaatakowali bazę Kiyomoriego. Doszło tam do gwałtownej bitwy zakończonej odwrotem sił Minamoto. W walkach z Tairami polegli obaj najstarsi synowie Yoshitomo oraz sam Nobuyori. Go-Shirakawa został uwolniony. Yoshitomo udało się zbiec z Kioto. W trakcie ucieczki został on jednak zdradzony przez jednego ze swoich ludzi i zabity.   
Pozostały przy życiu syn Yoshitomo, Yoritomo Minamoto, został wygnany. Po zwycięstwie Kiyomori utworzył pierwszy, zdominowany całkowicie przez samurajów rząd, na czele którego stanął osobiście. 